# Аккулари
Аккулари (груз. ახყულა, азерб. Ağqula) — село Марнеульского муниципалитета, края Квемо-Картли республики Грузия с 99 %-ным азербайджанским населением. Находится на юге Грузии, на территории исторической области Борчалы.

## География
Граничит с селами Сиони, Дамиа, Ахали-Лалало, Дамиа-Гиаурархи, Земо-Сарали и посёлком Шаумяни Марнеульского Муниципалитета.

## Население
По данным Государственного статистического комитета Грузии, согласно официальной переписи 2002 года, численность населения села Аккулари составляет 150 человек и на 99 % состоит из азербайджанцев.

## Экономика
Население в основном занимается сельским хозяйством, овцеводством, скотоводством и овощеводством.

## Достопримечательности
- Мечеть
- Средняя школа[4]